# Viewtiful Joe 2
Viewtiful Joe 2 (ビューティフル ジョー2 ブラックフィルムの謎, Viewtiful Joe 2: Black Film no Nazo) est un jeu vidéo de type beat them all développé par Clover Studio et édité par Capcom, sorti en 2004 sur GameCube et PlayStation 2.

## Accueil
- Jeuxvideo.com : 17/20[1]